# 후안 알베르토 스키아피노
후안 알베르토 스키아피노 비야노(이탈리아어: Juan Alberto Schiaffino Villano, 스페인어: Juan Alberto Schiaffino Villano, 1925년 7월 28일 ~ 2002년 11월 13일)는 우루과이의 전 축구 선수로, 포지션은 세컨 스트라이커였다. 우루과이 역사상 최고의 선수로 자주 언급되며, 특히 자국의 1950년 월드컵 우승에 지대한 공헌을 하였다.

## 클럽 경력
1943년 페냐롤에서 축구 경력을 시작했다. 이후 월드컵에서의 활약을 바탕으로 1954년 9월 세계 이적료 신기록을 갈아치우고 이탈리아 세리에 A의 AC 밀란으로 이적, 171경기에 나와 60골을 넣었다. 1957-58 시즌 유러피언컵 결승전에도 출전했으나 레알 마드리드 CF에게 2-3으로 패하였다. 1954년에는 이탈리아 축구 국가대표팀에도 선발되어 1958년까지 4경기에 출전했다. 1960년 AS 로마로 이적한 후 1962년 그곳에서 은퇴했다.

## 국가대표팀 경력
1950년 FIFA 월드컵에서 우루과이 축구 국가대표팀으로 뛰며 우루과이의 우승을 이끌었다. 특히 스키아피노는 '마라카낭의 비극(Maracanazo)'이라 불리는 브라질과의 결승전에서 동점골을 넣었다.